# Henri d’Attilio
Henri d’Attilio (* 4. Februar 1927 in Châteauneuf-les-Martigues; † 12. November 2008 in Marseille) war ein französischer Politiker der Parti socialiste.
Zwischen 1988 und 1998 war der Sozialist Abgeordneter des zwölften Wahlkreises im Département Bouches-du-Rhône. Diesen behauptete er 1988 gegen Jean-Pierre Stirbois und 1993 gegen Bruno Mégret, beide Kandidaten des rechtsextremen Front National. Am 27. September 1998 wurde er zum Mitglied des französischen Senats gewählt und gab gleichzeitig sein Abgeordnetenmandat an Vincent Burroni ab. Der Verfassungsrat entließ ihn am 23. Dezember 2004 aus Krankheitsgründen. Seinen Posten übernahm Jacques Siffre. Henri d’Attilio, ehemals ranghoher Mitarbeiter der Eurocopter Group, gehörte der sozialistischen Fraktion an. Er setzte sich für den Schutz der Côte Bleue und des Étang de Berre ein. Außerdem war er von 1970 bis 2003 Bürgermeister seiner Heimatstadt Châteauneuf-les-Martigues und Generalratsabgeordneter für den Wahlkreis (Kanton) Châteauneuf-Côte-Bleue. D’Attilio, der unter der Alzheimer-Krankheit litt, starb am 12. November 2008.